# Фридрих Бернхард (Пфалц-Гелнхаузен)
Фридрих Бернхард фон Пфалц-Биркенфелд-Гелнхаузен- (на немски: Friedrich Bernhard von Pfalz-Birkenfeld-Gelnhausen; * 28 май 1697, Гелнхаузен; † 5 август 1739, Гелнхаузен) от страничната линия на Вителсбахите в Пфалц, е пфалцграф и херцог на Цвайбрюкен-Биркенфелд цу Гелнхаузен.

## Живот
Той е големият син на херцог и пфалцграф Йохан Карл фон Биркенфелд-Гелнхаузен (1638 – 1704) и втората му съпруга Мари Естер фон Витцлебен (1665 – 1725), дъщеря на фрайхер Георг Фридрих фон Витцлебен цу Елгерсбург.
През 1704 г. наследява баща си. Служи във френската войска като полковник (Oberst) на полка „Роял-Елзас“. Става рицар на „пфалцския Хубертус орден“. С договор с Каролина, графиня на Пфалц-Цвайбрюкен, през 1736 г. той си осигурява издръжка от 12 000 гулдена.
Фридрих Бернхард умира бездетен през 1739 г. В Гелнхаузен го наследява по-малкият му брат Йохан.

## Фамилия
Фридрих Бернхард се жени на 30 май 1737 г. в Аролзен за Ернестина Луиза фон Валдек (1705 – 1782), дъщеря на княз Антон Улрих фон Валдек и Пирмонт и Луиза фон Пфалц-Биркенфелд-Бишвайлер, братовчедка на Бернахард. Двамата имат децата:
- Луиза Каролина (1738 – 1782)
- Ернестина Августа Фридерика (1739 – 1746)